# Maerten van Delft
Maerten van Delft, ook wel Maarten van Delft (Middelburg, ? – Makassar, 8 augustus 1705) was een schipper in dienst van de VOC. Hij leidde in 1705 een expeditie naar de noordkust van Nieuw-Holland, het huidige Australië. Hij werd onderweg ziek en overleed vier dagen na zijn terugkomst in Makassar.

## In dienst bij de VOC
Maerten van Delft nam op 14 juni 1703 in Middelburg dienst bij de VOC, bij de kamer van Zeeland. Hij voer toen als opperstuurman op het schip de Kattendijk naar Batavia, waar hij op 29 februari 1704 aankwam.

## Expeditie naar Nieuw-Holland

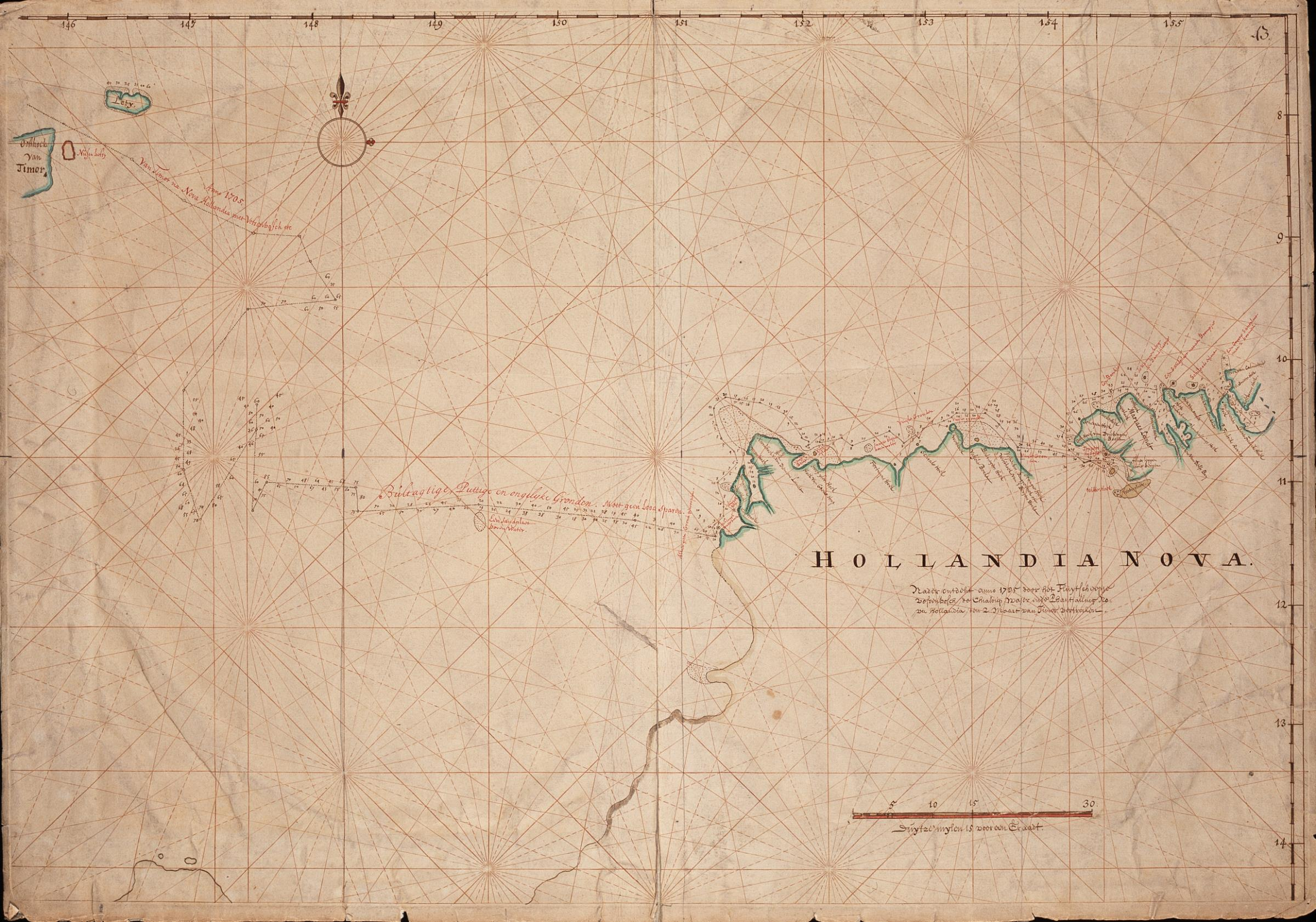
Kaart van Hollandia-Nova, nader ontdeckt, Anno 1705, door het fluitschip Vossenbosch, de chialoup Wajer en de Phantialling Nova-Hollandia, den 2 Maart van Timor vertrocken. (De kust van Melville Island en Cobourg Pensinsula).

Toen de Engelsman William Dampier in 1703 een boek publiceerde over zijn reis in 1699 (twee jaar na Willem de Vlamingh) naar de westkust van Australië (A Voyage to New-Holland, 1703) kon de Hoge Regering in Batavia daaruit opmaken dat de Engelsen hoopten er specerijen te vinden, waarmee ze het monopolie van de VOC konden omzeilen. 'Het woelen, spionneren en schryven van den bekenden Engelschen reiziger William Dampier, alsook meer andere consideratieen, hebben ons bewogen om weder van hier een kruistocht [verkenningstocht] te laten doen'. Ze rustte daarom in 1704 twee nieuwe expedities uit om de Engelsen voor te zijn, één via Banda naar de noordkust van Nieuw-Guinea en één via Timor naar de noordkust van Australië. De eerste stond onder bevel van Jacob Weyland, de tweede onder Maerten van Delft, en bestond uit het fluitschip Vossenborch, waarop Van Delft schipper was, de sloep (chialoup) Wayer en de pantsjalang (pencalang) Nova-Hollandia, een Maleis vaartuig met weinig diepgang voor de verkenning van kusten en rivieren. De expeditie moest vanaf Van Diemensland in oostelijke richting de kust exploreren, en dan via de Baai van Nova-Hollandia (de huidige Golf van Carpentaria) naar Nieuw-Guinea varen. Hier moest de expeditie zoeken naar een 'doortogt van de buyten na de binnenkant': een doorgang tussen Nieuw-Guinea en Australië.
De journalen van beide expedities zijn niet teruggevonden, maar de leden van de Raad van Indië Hendrik Zwaardecroon en Cornelis Chastelein schreven op basis van de journalen een verslag voor de raad, dat wel bewaard is gebleven.
Vanuit Batavia kwam de expeditie van Van Delft op 12 februari 1705 aan in fort Concordia in Kupang op Timor. Vanwege slecht weer bleef men daar tot 2 maart liggen. Toen waagde men de oversteek, en kwam op 2 april voor de kust van Van Diemensland. Op Melville Island en Bathurst Island maakte men contact met de bewoners, de Tiwi. Meer dan drie maanden voer men langs de kust en ontdekte een aantal eilanden en rivieren die nog niet op de kaart stonden, maar verder niets dat interessant was voor de handel. Van Delft had ook opdracht gekregen om te proberen enkele inwoners mee terug naar Batavia te nemen, zij het 'sonder gewelt of hazart, en met vryen wille'. Het idee was om in Batavia de tijd te nemen om de taalbarrière te slechten. Van Delft vond hier echter ondanks het uitdelen van geschenken geen gegadigden voor, 'wijl niemand haar taal verstaan konde'. Het verslag van de reis bevat een uitgebreide beschrijving van de Tiwi. Zo meldt het over hen:

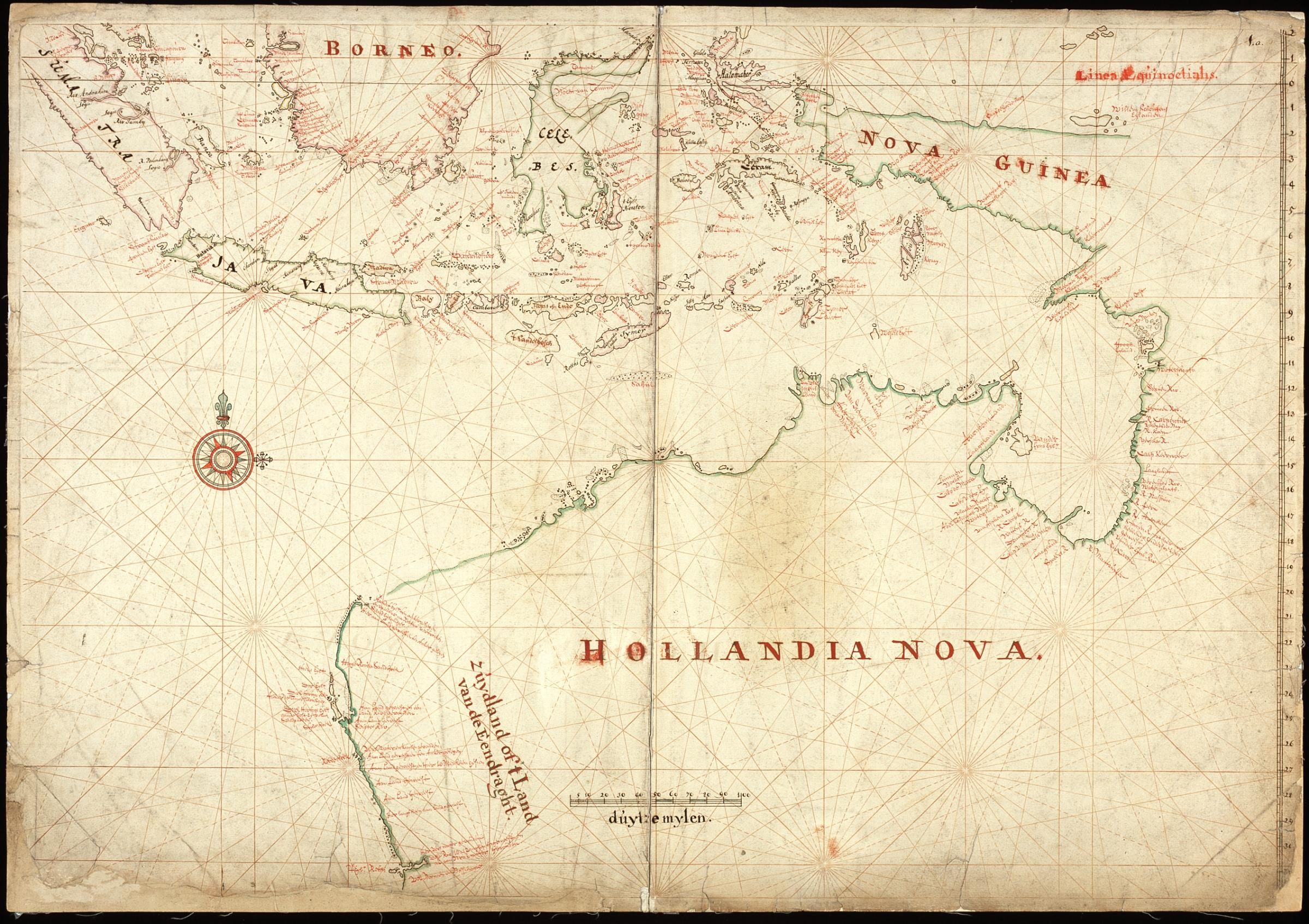
Kaart van den Indischen Archipel, tusschen Sumatra en Nova Guinea, zoomede de Westkust van Hollandia Nova enz. (Kaart gemaakt tussen 1650 en 1705.)

'Hebben nogh yser nogh yets dat na mineraal, erts of metaal gelijkt; want een steen, die gesleepen is, speelt voor haar bijl; woonen nogh in huysen, noch in hutten, en geneeren sich met visschen door harpoenen van hout, alsook met kleyne netten, en varen in zee met schuytjes, uyt basten van boomen gemaakt, die in sichselven soo swak zijn, dat ze door dwarshoutjens moeten worden geschoord. Sommige van haar hadden lijkteekens, als ofse gekurven off gesneden waren geweest, dewelke zij (zoo het de onse toescheen) als een soort van sieraadje gebruijkten'.
De bemanning van de drie schepen had veel te lijden van ziektes met hoge koorts, waterzucht (een bijverschijnsel van scheurbuik) en aandoeningen van de ogen. Ook Van Delft werd ziek. Op 12 juli, nabij het huidige Croker Island, besloot men daarom terug te keren naar Banda. De schepen raakten daarna uit elkaar. Alleen de Nova-Hollandia lukte het op 26 juli Banda te bereiken. De Wayer bereikte op 27 juli het eilandje Amblauw vlak bij Buru in de Molukken. De Vossenborch wist geen van beide plaatsen te bezeilen en kwam uiteindelijk op 4 augustus in 'miserabelen staat' in Makassar aan. Op alle schepen vielen doden en zieken te betreuren maar de Vossenborch was er het slechtst aan toe. Alleen de boekhouder, de onderstuurman en vier matrozen waren nog in staat dienst te doen. Van de 42 vertrokken Europeanen leefden er nog 24 en waren er 9 'periculeus ziek'. Van de 20 Javanen waren er 4 overleden en de overigen waren ziek. Van Delft kwam nog aan wal, maar op 8 augustus overleed ook hij. De Vossenborch werd daarna grondig gereinigd, omdat het door de 'menigvuldige siektens t'eenmaal geïnfecteerd en met een seer quade reuk vervult was'. Een jaar later werd het schip uit de vaart genomen.
Ook de expeditie naar Nieuw-Guinea, eveneens met drie schepen onder schipper Jacob Weyland (de Geelvinck (het voormalige vlaggeschip van De Vlamingh), de sloep Kraanvogel en de pantsjalang Nova-Guinea), verliep door ziekte ongelukkig. Ook kreeg men overal waar men aan land ging te maken met vijandige Papoea's. Op 25 februari van Banda vertrokken keerden de schepen op 20 augustus in een zeer 'desolaten' toestand terug in Buru.

## Resultaat
De expeditie had cartografisch gezien succes, maar ondanks ontmoetingen met de bewoners van de kust waren er geen handelsmogelijkheden ontdekt, terwijl het verlies aan mensenlevens groot was. Voor de Compagnie was het resultaat van de expeditie dus teleurstellend. Ze verloor daarom haar interesse in Nieuw-Holland. Het duurde ruim 50 jaar voor de VOC weer een expeditie naar Australië stuurde, en dat zou ook de laatste zijn. Ook die expeditie, met de twee barken Rijder en Buys onder luitenant Jan Etienne Gonsal, stelde qua mogelijke handel teleur.